# 星駒太郎
星 駒太郎（ほし こまたろう、1897年（明治30年）7月6日 - 1979年（昭和54年）12月1日）は、大日本帝国陸軍軍人。最終階級は陸軍少将。功四級。

## 経歴
山形県出身。1919年（大正8年）5月に陸軍士官学校第31期卒業。同年12月に陸軍砲兵少尉に任官。1926年（大正15年）陸軍大学校に入学し、1929年（昭和4年）同校第41期卒業。
砲兵から航空兵に転科し、1940年（昭和15年）3月、下志津陸軍飛行学校教官を経て、同年8月、陸軍航空兵大佐に進み、飛行第10戦隊長に任官。ついで1941年（昭和16年）7月、第10独立飛行隊長に任じ、大東亜戦争に突入し、1942年（昭和17年）11月、下志津陸軍飛行学校幹事、1943年（昭和18年）10月、独立第104教育飛行団長、1944年（昭和19年）2月、第104教育飛行団長を経て、同年8月、陸軍少将に進級。同年11月、浜松教導飛行師団長、1945年（昭和20年）8月、北部軍管区参謀副長となり終戦を迎えた。
1947年（昭和22年）11月28日、公職追放仮指定を受けた。